# 昭和橋 (千曲川)
昭和橋（しょうわばし）は、埴科郡坂城町大字上五明 - 大字坂城の千曲川に架かる坂城町道0621号線の橋長466 m（メートル）のローゼ橋・桁橋。中島武設計のRCローゼ桁群として土木学会選奨土木遺産に認定されている。

## 概要
- 形式 - RCローゼ橋9連および鋼3径間カンチレバー桁橋
- 橋長 - 466.0 m
  - 径間割 - 3×42.100 m + 6×39.100 m + 104.700 m[注釈 1]
- 幅員 - 4.50 m
- 設計者 - 中島武

## 歴史
江戸時代には坂木中心部と上五明を結ぶ渡しはなく、1882年（明治15年）2月に舟10艘による橋長90 mの舟橋が架橋された。しかし、1885年（明治18年）6月30日に洪水のため9割が流失し渡し舟となったがしばらく後に廃業された。その後上五明総代によって渡しが継承され、1886年（明治19年）から営業した。1888年（明治21年）8月15日に信越本線坂城駅が開業し、この渡しの重要性が増していった。このため、坂城町・村上村によって1927年（昭和2年）2月に架橋の請願が行われ、県費の補助を受け7000円を費やして1928年（昭和3年）6月3日に幅3.6 mの木橋が開通した。
1935年（昭和10年）に小県郡室賀村も加わり、1937年（昭和12年）右岸側の流心部が中島武設計の3径間の鉄筋コンクリートローゼ橋、左岸側が木橋の新橋となった。昭和橋は1947年（昭和22年）に県道橋となり、中央区間も1952年（昭和27年）11月10日に6径間のRCローゼ橋として完成した。更に、左岸側が昭和2号橋として鋼カンチレバー桁橋として1964年（昭和39年）9月25日に開通し、全径間が永久橋となった
。
しかし、本橋は有効幅員が4.5 mが狭く、自動車交通に支障をきたしたことから上流側500 mに坂城大橋の建設が1974年（昭和49年）からすすめられ1987年（昭和62年）11月16日に開通した。これに伴い、昭和橋は再び町道橋となった。
2002年度（平成14年度）に長野県内にある他の4橋と共に、中島武設計のRCローゼ桁群として土木学会選奨土木遺産に認定された。
坂城町では2014年度（平成26年度）から修繕をとり行っていたが、2020年（令和2年）11月1日から2021年（令和3年）3月31日まで車両全面通行止が行われた。